# 四天王寺小学校
四天王寺小学校（してんのうじしょうがっこう）は、大阪府藤井寺市春日丘に所在する私立小学校。

## 概要
藤井寺球場跡地に位置する。開校当初より、四天王学園中学校（現：四天王寺東中学校）との小中一貫教育をおこなっていたが、2017年度より小中一貫制度を廃止する。
現在は、四天王寺中学校、四天王寺東中学校への推薦入学制度がある。

## 沿革
- 2009年 - 四天王寺学園小学校として設立
- 2017年 - 小中一貫教育を廃止。四天王寺小学校へ校名変更
- 2018年3月 - 四天王寺学園小学校開校と同時に入学した小中一貫コース1期生が四天王寺学園中学校（現：四天王寺東中学校）を卒業

## 交通
- 近鉄南大阪線藤井寺駅南出口から徒歩3分